# لئوکیپوس ۵۹۵۰
سیارک ۵۹۵۰ (به انگلیسی: 5950 Leukippos، نامگذاری:1986PS4) پنج هزار و نهصد و پنجاهمین سیارک کشف شده‌است که در ۹ اوت ۱۹۸۶ کشف شد.
قدر مطلق سیارک برابر ۱۲٫۷۰ است.